# Regula Rytz
Pour les articles homonymes, voir Rytz.
Regula Rytz, née le 2 mars 1962 à Thoune (originaire de Rüti bei Büren), est une personnalité politique suisse du canton de Berne, membre des Verts.
Elle siège au Conseil national depuis décembre 2011. Elle est coprésidente de son parti d'avril 2012 à avril 2016, puis présidente jusqu'en juin 2020.

## Biographie
Regula Rytz naît le 2 mars 1962 à Thoune, d'un père architecte et d'une mère musicienne, originaire de Silésie en Pologne. Elle est originaire d'une autre commune du canton de Berne, Rüti bei Büren. Elle a deux frères,.
Elle obtient son diplôme d'enseignante en 1983 et exerce ce métier pendant six ans. Elle étudie plus tard l'histoire, la sociologie et le droit public à l'Université de Berne et y obtient sa licence en 1997.
De 1993 à 1998, elle travaille comme secrétaire politique de l'alliance verte et sociale bernoise. De 1998 à 2000, elle participe à des recherches sur « la violence dans la vie quotidienne et la criminalité organisée » dans le cadre d'un programme du fonds national de la recherche. Elle est secrétaire centrale de l'Union syndicale suisse de 2001 à 2004.
Elle vit à Berne, dans le quartier de Breitenrain, avec son partenaire Michael Jordi, Vert lui aussi et secrétaire de la Conférence suisse des directeurs de la santé. Ils n'ont pas d'enfant. Son frère benjamin, Thomas Rytz, est également engagé politiquement chez les Verts,.

## Parcours politique
Elle s'engage à l'âge de 21 ans au sein du Parti socialiste, puis cofonde la section bernoise des Verts en 1987, un an après la catastrophe nucléaire de Tchernobyl. Elle en devient la secrétaire en 1992.
Elle est membre du Grand Conseil du canton de Berne d'avril 1994 à avril 2005. Elle préside en parallèle, de janvier 2001 à avril 2005, l'Alliance verte et sociale bernoise.
Elle est membre du Conseil communal (exécutif) de la ville de Berne du 1er janvier 2005 au 31 décembre 2012, à la tête de la direction des travaux publics, des transports et des espaces verts.
Elle est élue au Conseil national en 2011 et réélue en 2015 et 2019. Elle siège à la Commission des finances (CdF) jusqu'en mars 2013, puis à la Commission de gestion (CdG) jusqu'en décembre de la même année ; elle siège cinq ans à la Commission des transports et des télécommunications (CTT), de mars 2013 à mars 2018, puis à la Commission de l'économie et des redevances (CER).
Le 21 avril 2012, elle est nommée avec Adèle Thorens Goumaz coprésidente des Verts suisses, succédant à Ueli Leuenberger. Elle en devient la seule présidente en avril 2016 jusqu'à sa démission en juin 2020.
En novembre 2019, elle annonce sa candidature aux élections du Conseil fédéral compte tenu du succès des Verts et Vert'libéraux lors des élections fédérales de 2019. Elle échoue toutefois à ravir un des deux sièges du Parti libéral-radical.
Début avril 2022, elle annonce sa démission du Conseil national pour la fin de la session de mai pour reprendre la présidence de l'organisation d'aide au développement Helvetas et ouvrir un bureau de conseil. Elle quitte finalement le conseil le premier jour de ladite session, le 9 mai et y est remplacée par Natalie Imboden.